# Chris Bangle
Christopher Edward Bangle (Ravenna (Ohio), 14 ottobre 1956) è un designer statunitense attivo nel settore delle automobili.

## Biografia
Chris Bangle nasce in una cittadina statunitense dell'Ohio di nome Ravenna nell'autunno del 1956. Frequenta l'Università del Wisconsin e prosegue gli studi all'Art Center College of Design di Pasadena, (California). Entra nel settore delle automobili nel 1981 (quando viene assunto dalla Opel), per poi affermarsi a livello internazionale in Fiat ed Alfa Romeo e raggiungere la completa maturità lavorativa in BMW. Lascia il settore automobili nel 2009.

## Carriera

### Il settore automobili: il Gruppo Fiat

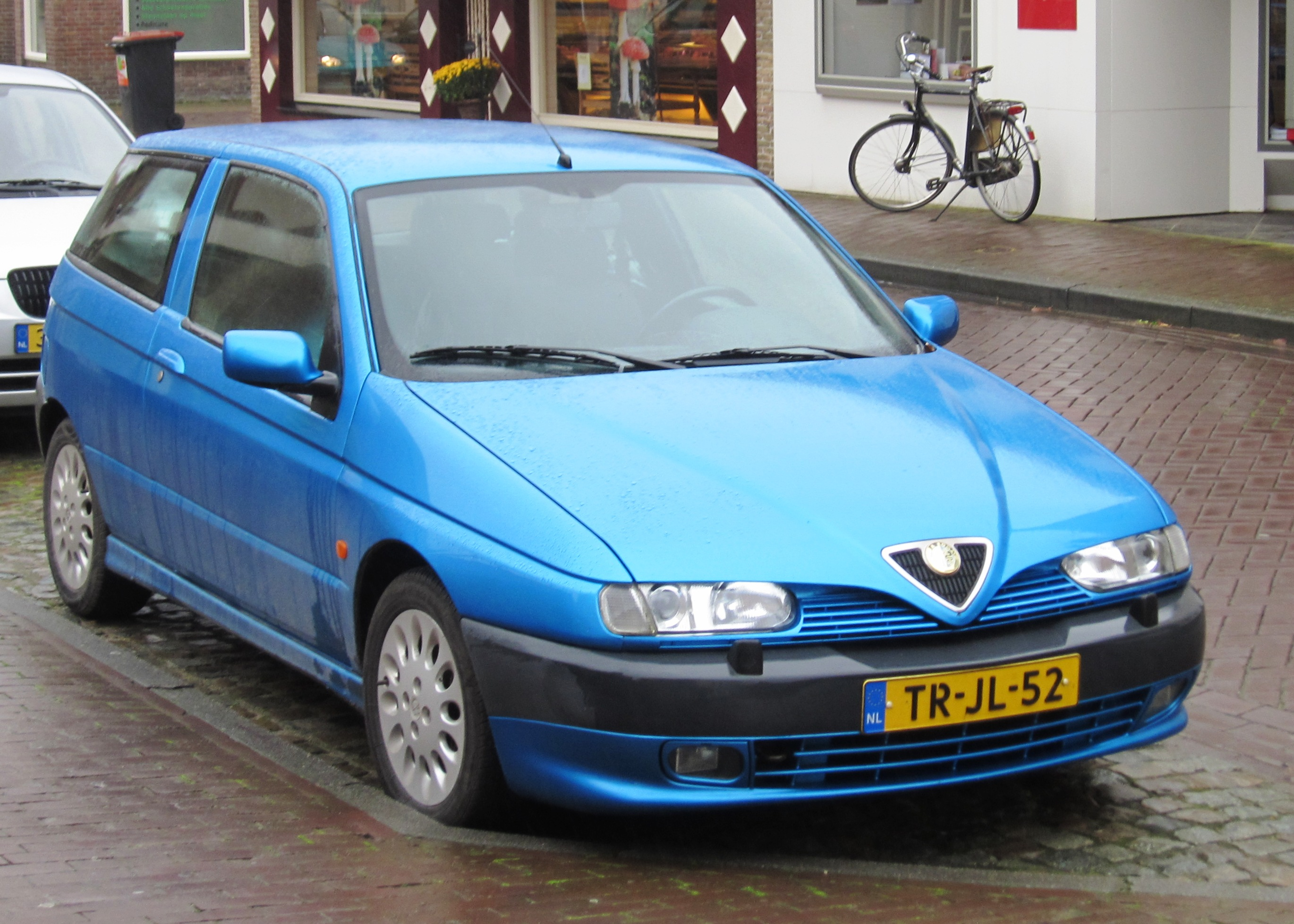
Alfa Romeo 145 del 1997, una delle prime opere disegnate da Bangle

Ha lavorato nel 1981 come designer alla Opel realizzando gli interni della concept car Opel Junior che furono premiati per originalità al salone dell'automobile di Francoforte. La sua piena maturazione avviene al Centro Stile Fiat sotto la guida di Ermanno Cressoni fino a diventare, nel 1985, capo designer esterni e, successivamente, responsabile del centro stile. Durante la sua attività nel gruppo torinese ha concepito modelli come la Fiat Coupé e l'Alfa Romeo 145.

### Il passaggio alla BMW
Dal 1992 ha lavorato in BMW dove è diventato il capo designer. Proprio per i modelli realizzati per la casa tedesca è stato molto discusso per aver stravolto lo stile della casa. Per questo fu organizzata da alcuni sostenitori del vecchio stile una petizione on-line per farlo licenziare.
Questa pesante critica è nata soprattutto per due modelli: la BMW Serie 7 e la Serie 5. Comunque il mercato è sembrato dare ragione al designer poiché la BMW ha registrato negli ultimi anni un notevole incremento di vendite. Con la Serie 3, a differenza dei modelli prima citati, Bangle ha usato una mano più leggera poiché la linea non risulta stravolta da quella iniziale del 1998. Altri lavori di Bangle sono stati: BMW Serie 1, BMW Serie 6, BMW Z4, BMW X3, BMW X5, BMW X6.
Il 3 febbraio 2009 è stata comunicata la notizia del suo abbandono alla direzione del centro stile BMW, per passare ad attività non direttamente correlate con il mondo dell'automobile.

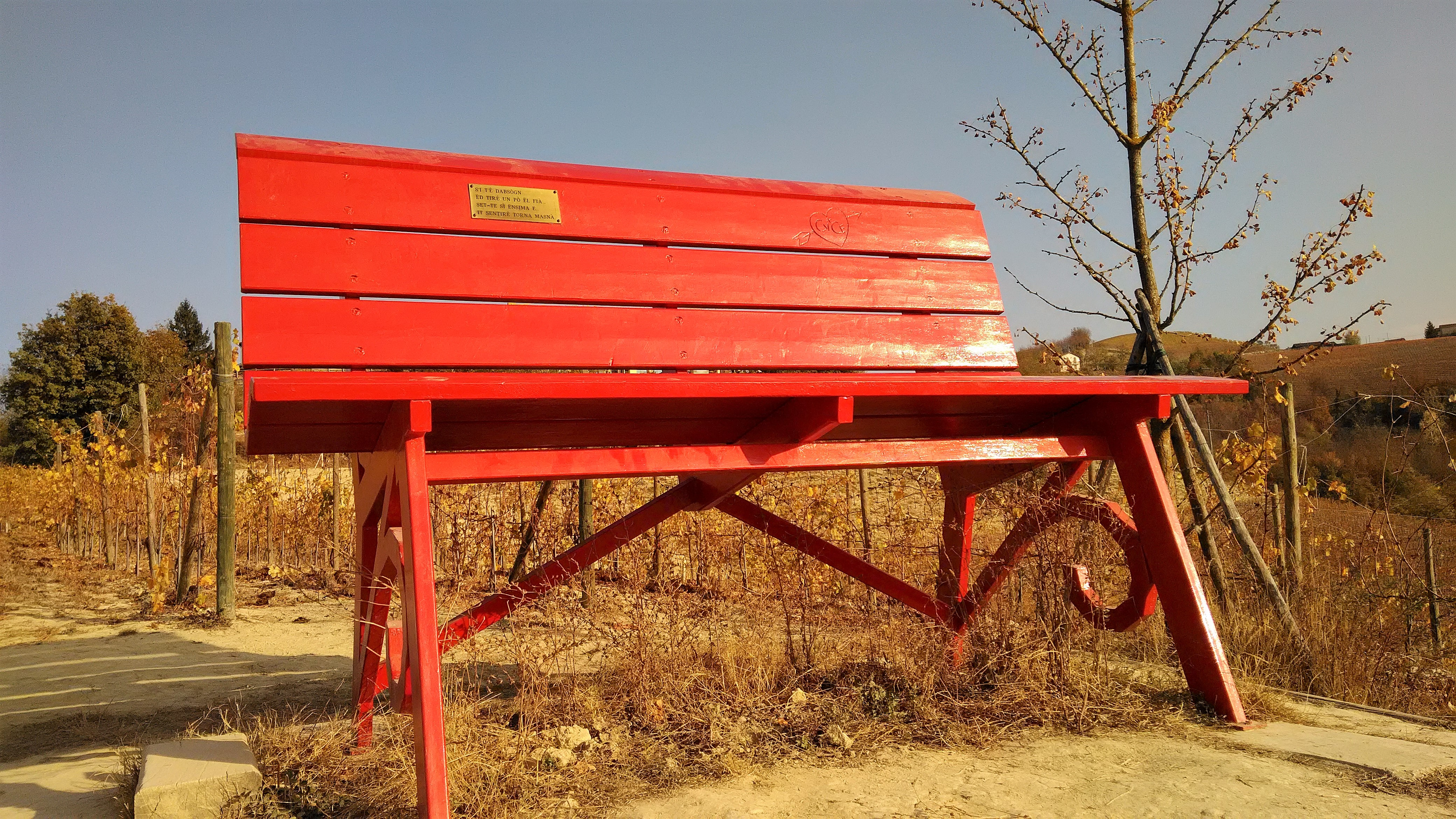
Clavesana, panchina rossa gigante.

### Attività indipendente
In seguito si è trasferito in Italia, a Clavesana nelle Langhe, per dirigere la Chris Bangle Associates Srl, operando nel campo del design, del management del design e delle strategie aziendali. A Clavesana ha costruito la prima "big bench" (panchina gigante) italiana, di colore rosso, alta due metri e larga quattro.

## Alcuni modelli disegnati
- Opel Junior
- Fiat Downtown[3]
- Fiat Coupé
- Alfa Romeo 145
- BMW Z3
- BMW Serie 3 E46 (Coupé, berlina e touring)
- BMW Z8
- BMW Serie 1 Coupé E82/1 Cabrio E88
- BMW Serie 1 3 porte E81/5 porte E87
- BMW Serie 3 E90/E91/E92/E93
- BMW Serie 5 E39 E60/E61
- BMW Serie 6 E63/E64
- BMW Serie 7 E65/E66
- BMW X5 E53
- BMW X5 E70
- BMW Z4 E85/E86